# Форсайт (Іллінойс)
Форсайт (англ. Forsyth) — селище (англ. village) в США, в окрузі Мейкон штату Іллінойс. Населення — 3734 особи (2020).

## Географія
Форсайт розташований за координатами 39°55′34″ пн. ш. 88°57′51″ зх. д. / 39.92611° пн. ш. 88.96417° зх. д. (39.926134, -88.964136).  За даними Бюро перепису населення США в 2010 році селище мало площу 8,20 км², уся площа — суходіл.

## Демографія
Згідно з переписом 2010 року, у селищі мешкало 3490 осіб у 1295 домогосподарствах у складі 1039 родин. Густота населення становила 425 осіб/км².  Було 1354 помешкання (165/км²).
Расовий склад населення:
| - 88,4 % — білих - 7,4 % — азіатів - 2,9 % — чорних або афроамериканців - 0,2 % — корінних американців |

До двох чи більше рас належало 0,9 %. Частка іспаномовних становила 1,7 % від усіх жителів.
За віковим діапазоном населення розподілялося таким чином: 27,2 % — особи молодші 18 років, 55,8 % — особи у віці 18—64 років, 17,0 % — особи у віці 65 років та старші. Медіана віку мешканця становила 41,9 року. На 100 осіб жіночої статі у селищі припадало 97,2 чоловіків;  на 100 жінок у віці від 18 років та старших — 93,6 чоловіків також старших 18 років.
Середній дохід на одне домашнє господарство  становив 127 863 долари США (медіана — 83 534), а середній дохід на одну сім'ю — 142 875 доларів (медіана — 94 891). За межею бідності перебувало 1,8 % осіб, у тому числі 2,3 % дітей у віці до 18 років та 2,3 % осіб у віці 65 років та старших.
Цивільне працевлаштоване населення становило 1621 осіб. Основні галузі зайнятості: освіта, охорона здоров'я та соціальна допомога — 30,5 %, виробництво — 19,7 %, фінанси, страхування та нерухомість — 8,5 %, науковці, спеціалісти, менеджери — 6,0 %.